# Monastère de David Garedja
Le monastère de David Garedja (en géorgien დავითგარეჯის სამონასტრო კომპლექსი) est un monastère chrétien fondé au VIe siècle, en partie rupestre, situé à la frontière entre l'Azerbaïdjan et la Géorgie.
Une partie du complexe est située dans la région d'Aghstafa en Azerbaïdjan et fait maintenant l'objet d'un différend frontalier entre la Géorgie et l'Azerbaïdjan. La région abrite également des espèces animales protégées et des traces de certaines des plus anciennes habitations humaines de la région.

## Histoire
Le plus ancien monastère du complexe, la Lavra de David, a été fondé au début du VIe siècle. 
Selon le décret du président de la République d'Azerbaïdjan Ilham Aliyev de 2007, le complexe de grottes, qui couvre une partie du cycle Kechiktchidag dans le district d'Aghstafa (République azerbaïdjanaise), a été déclaré réserve historique et culturelle de l'État de Kechiktchidag.

## Galerie

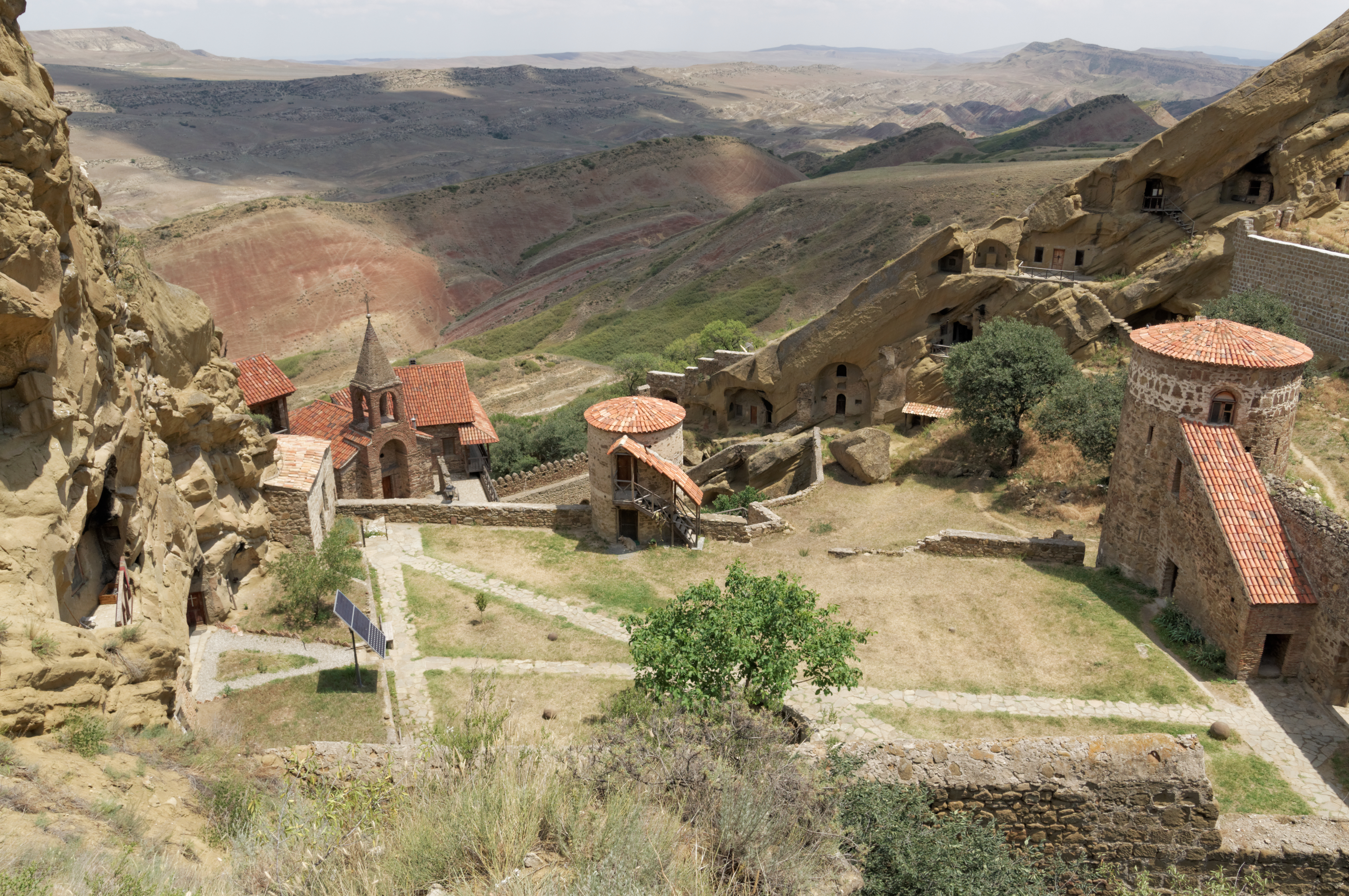
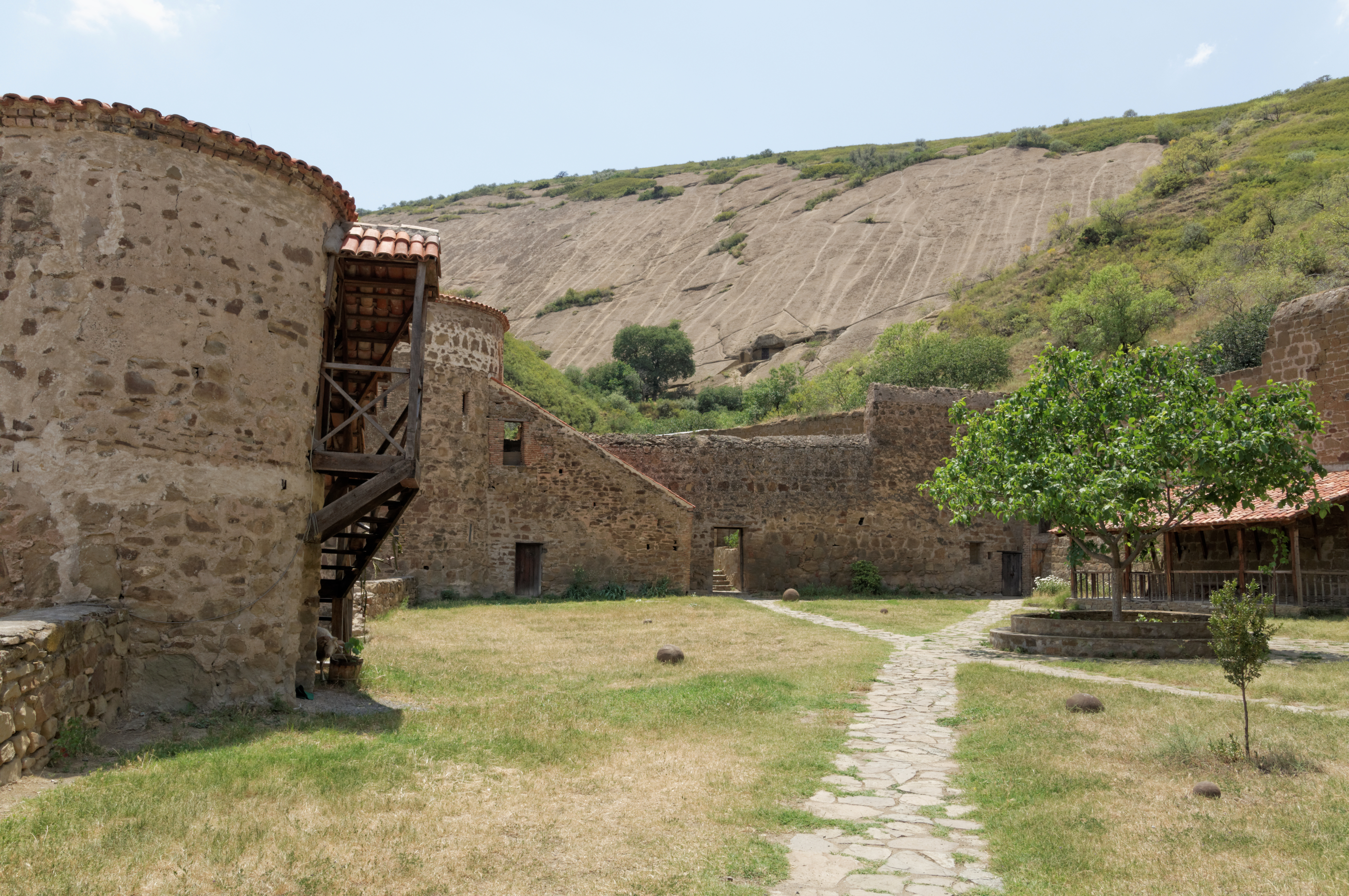
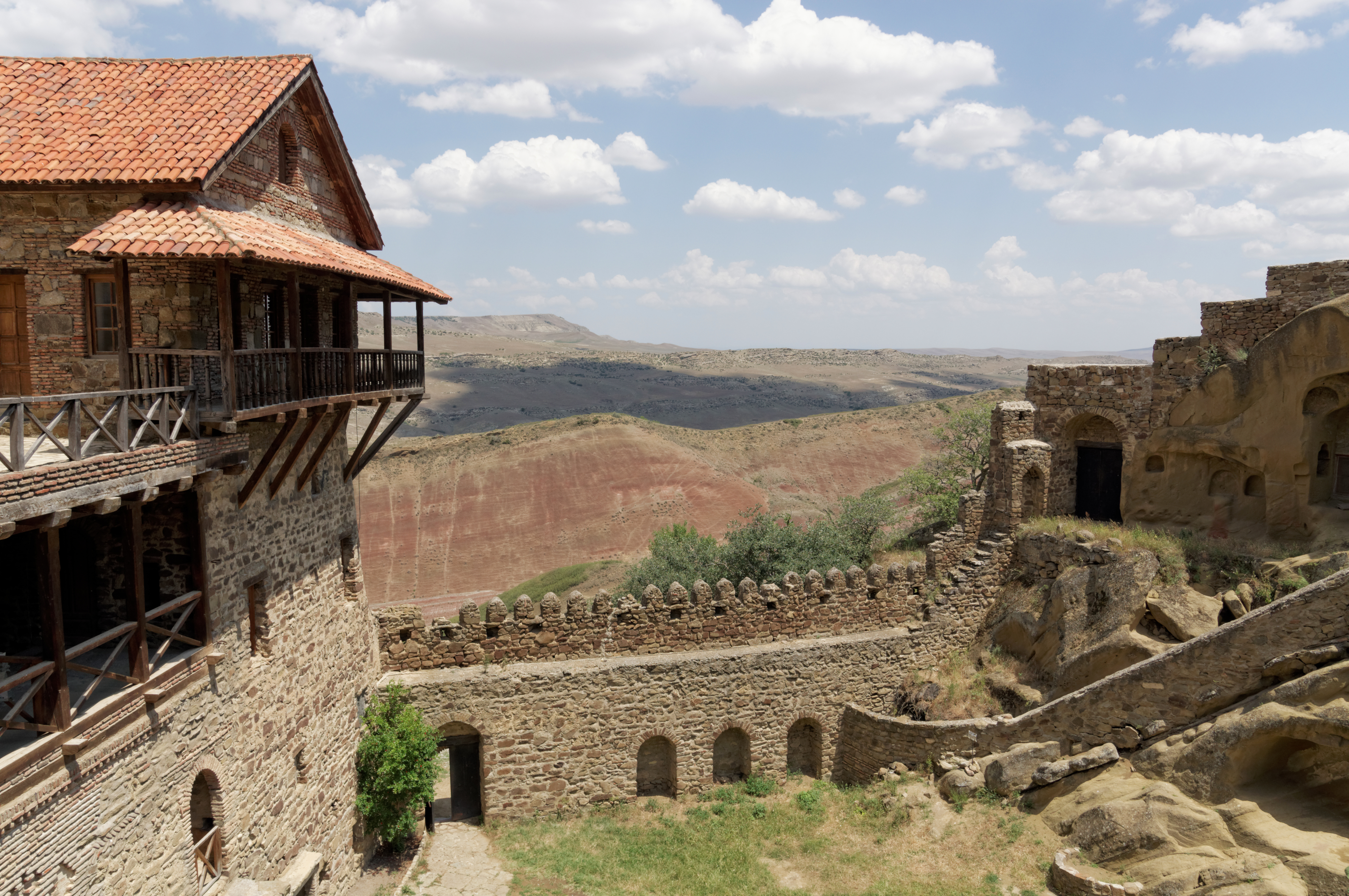
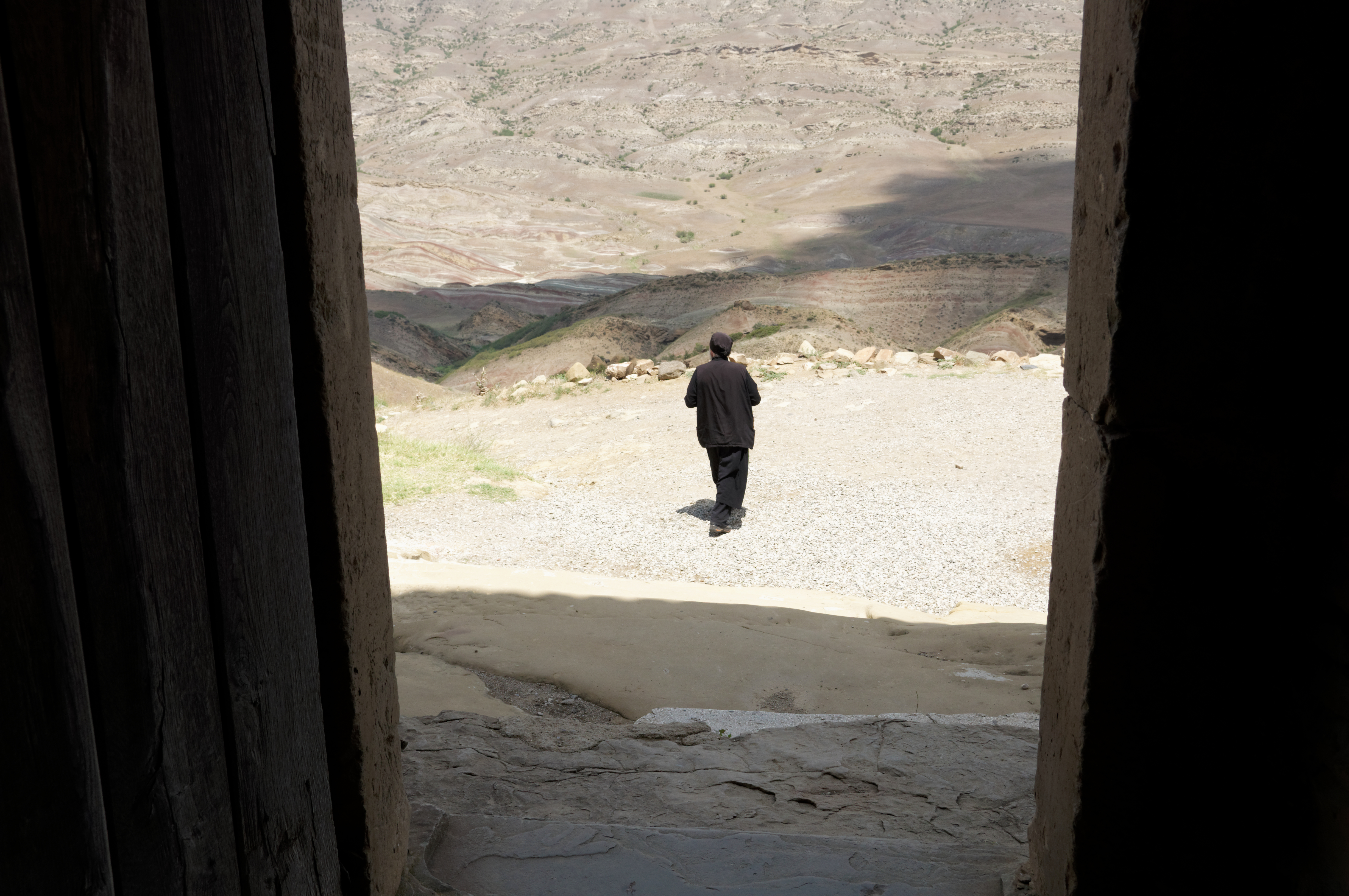
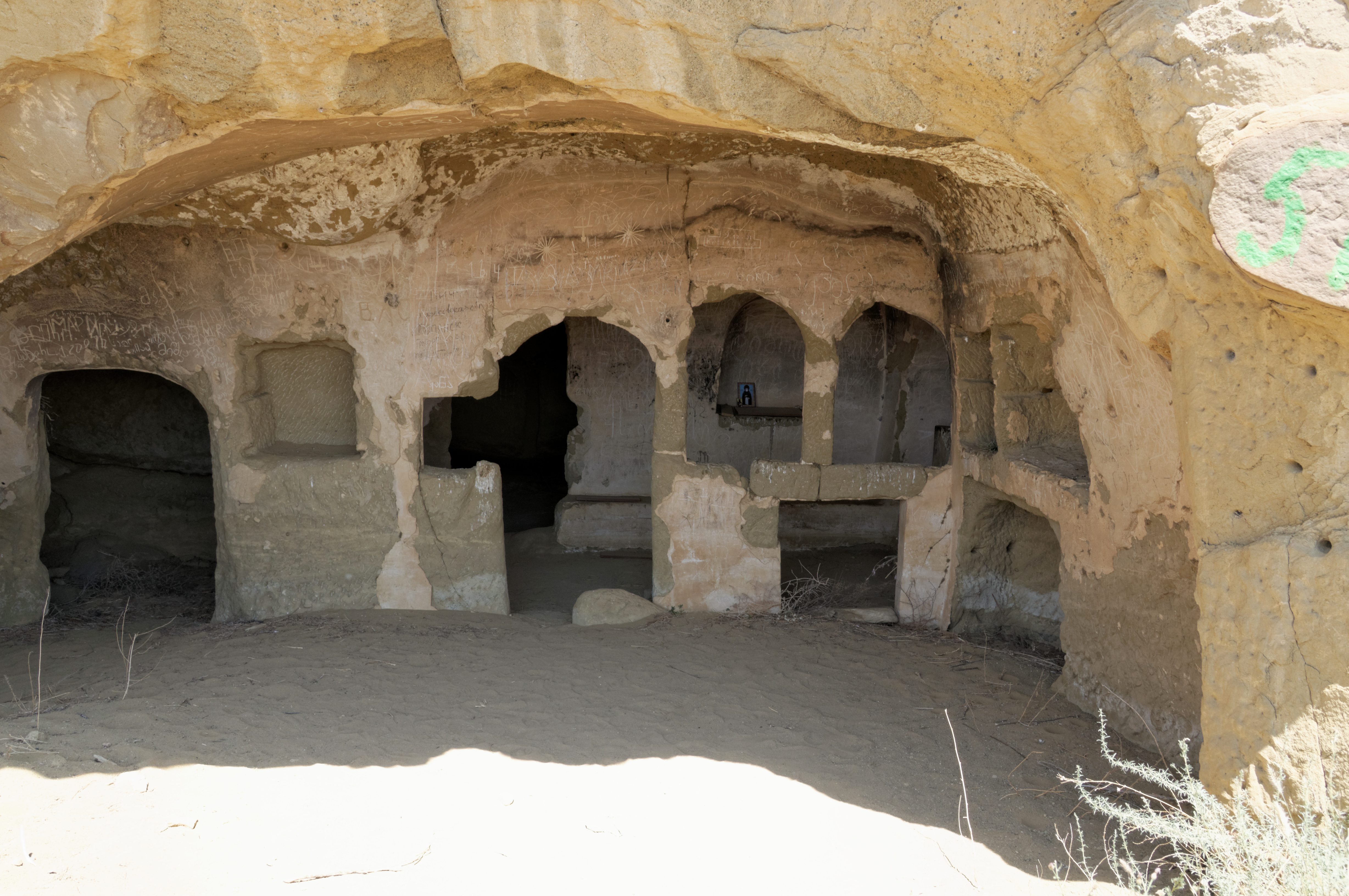
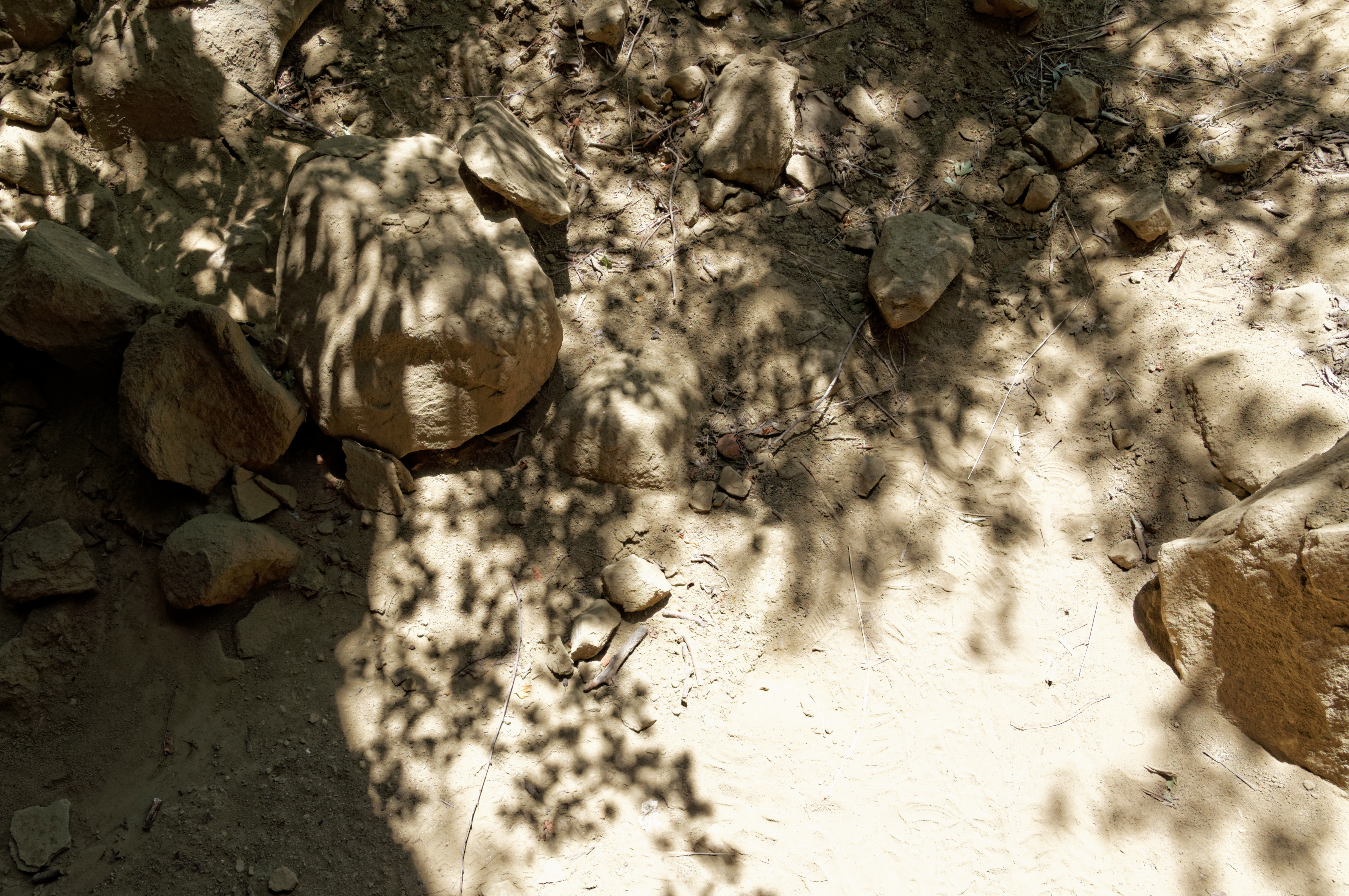
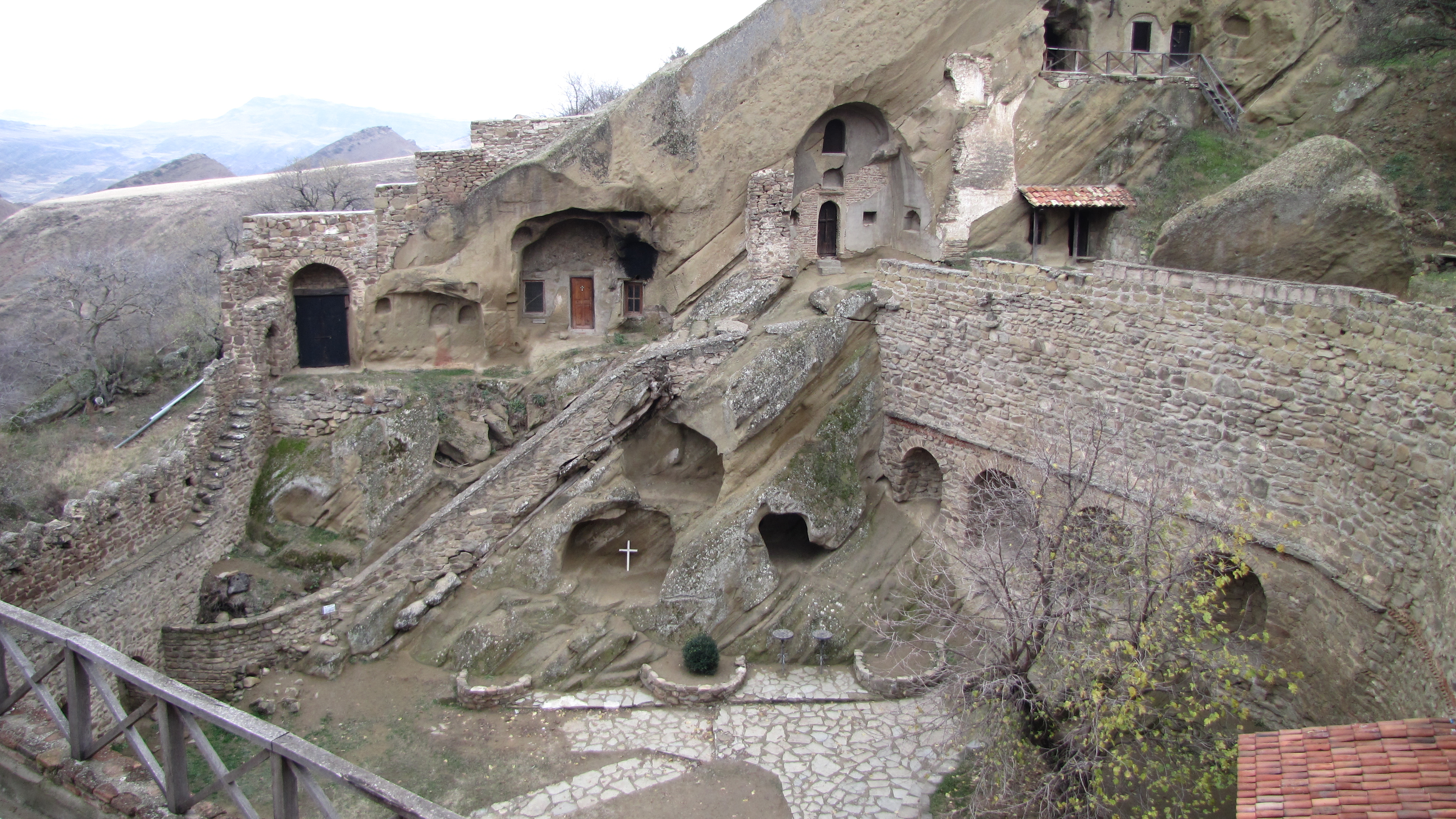
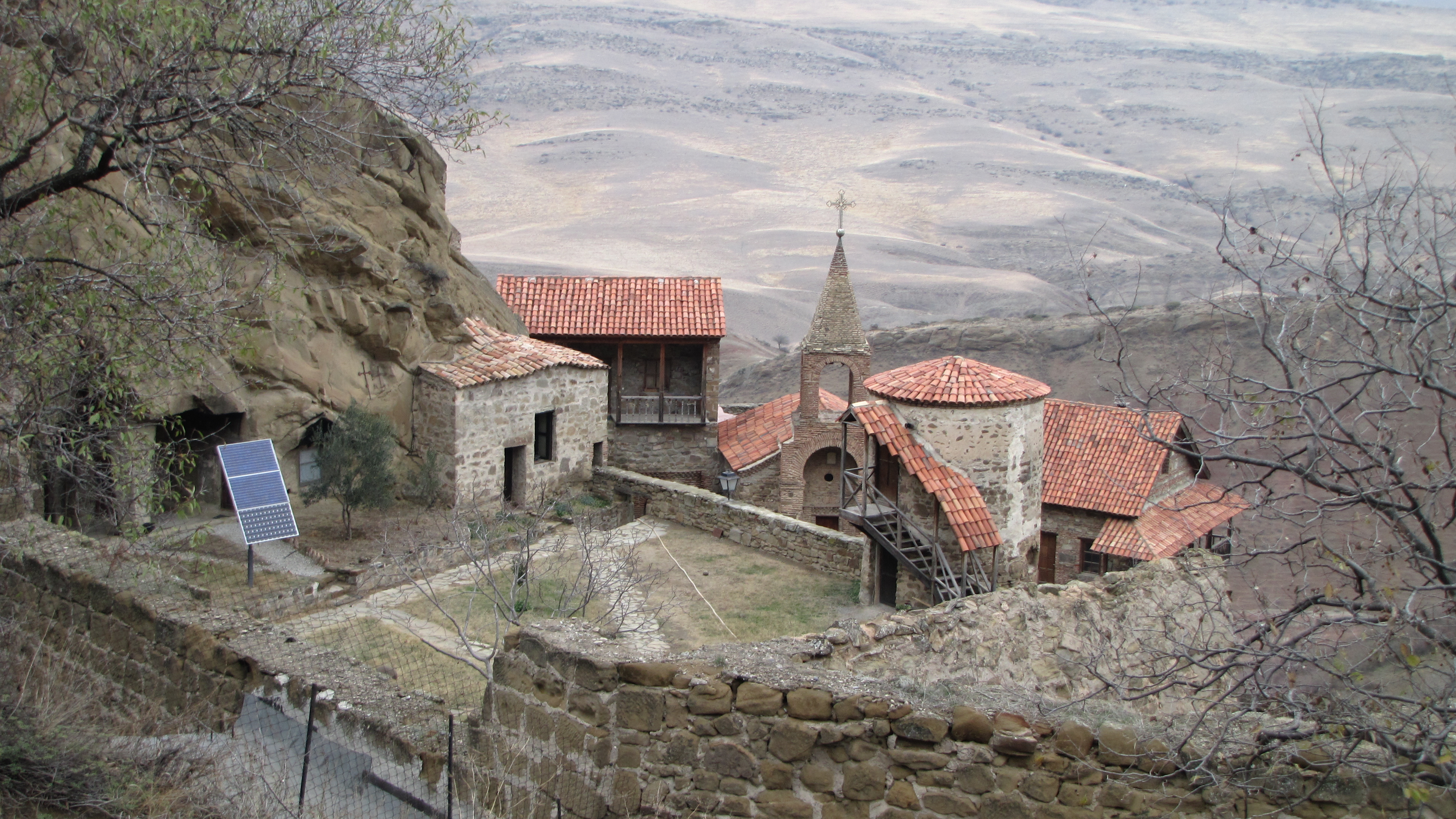
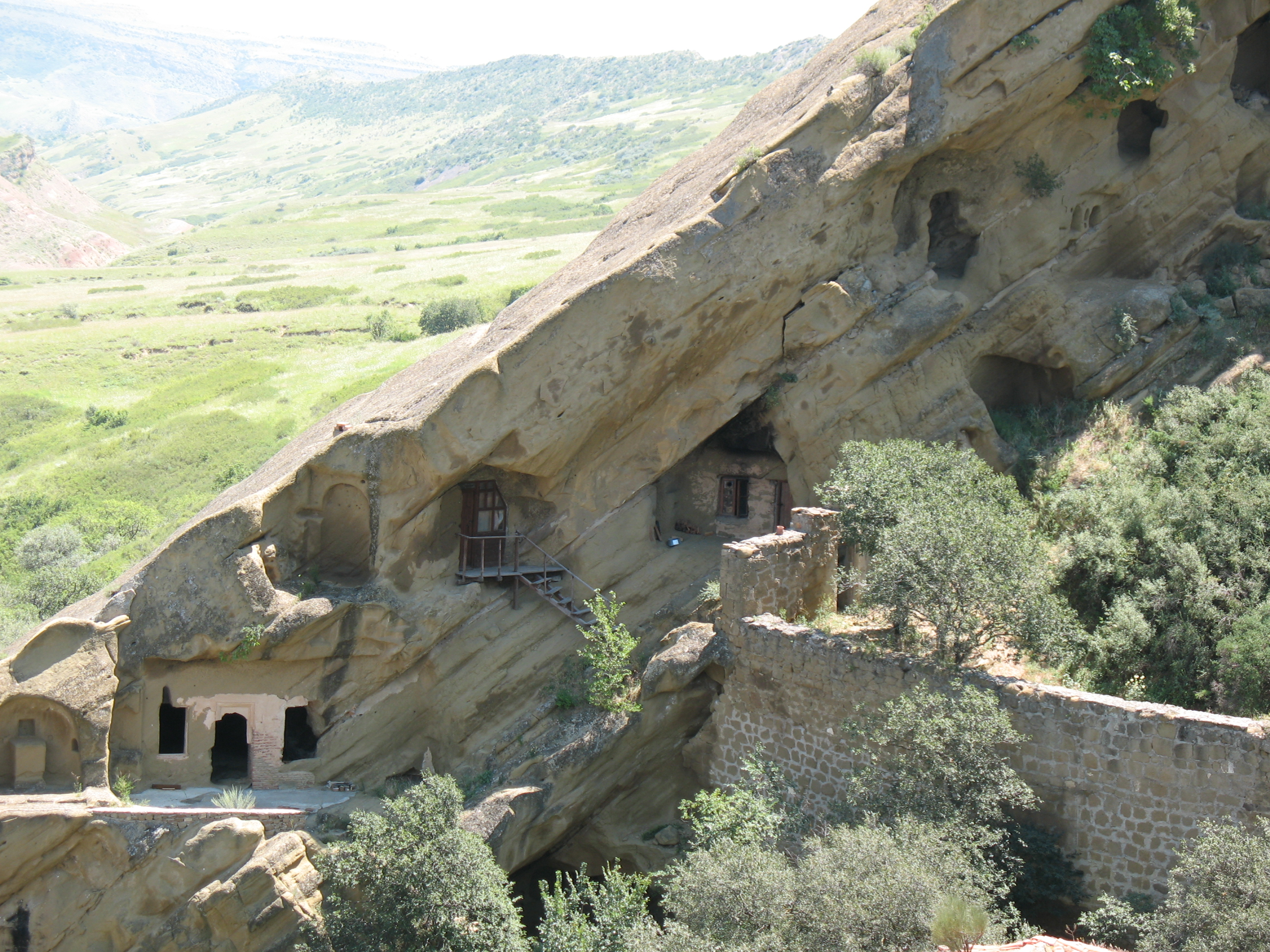

## Annexe